# 川上シゲ
川上 シゲ（Shige Kawakami、本名：川上茂幸、1952年3月16日 - ）は日本のベーシスト。福井県福井市出身。
2023年現在、「カルメン・マキ&OZ」、「Chappy’s」（うじきつよし、澄田健、武田チヤッピー治）、 「ADDICT OF THE TRIP MINDS」（岡本健一、Motm、田中志門）、 「川上シゲwithThe Sea」（久藤賀一、大井貴之）のバンドで 都内及び地方などでライブイベントに精力的に活動中。また、アレンジャー・プロデューサー・新人発掘・育成をフリーで手がける。

## 来歴
1970年から1972年にブルースバンド「実況録音」加入。
1972年 後半に「EVIL」結成。米軍キャンプを中心に活動する。
1972年〜1974年 瀬川洋(exダイナマイツ)のバンドに加入。
1974年に『カルメン・マキ&OZ』加入。シーンの黎明期を切り拓き“日本のロックの到達点”と評されるこのバンドでの活動で“日本ロックベーシストとしてのパイオニア”としてのポジションを不動のものとする。
数々のレコーディングに参加し、オリジナルバンドも結成。
ZONE（キティ・ミュージック）、NOIZ（Polydor Records）、千年COMETS（Sony Records）、Typhoon NATALi（Sony Records）、岡本健一　ADDICT OF THE TRIP MINDS(ポリスター)など、日本ロック史において重要な意味を持つバンドで活動。
1993年から2006年まで、ソニー・ミュージックエンタテインメントに勤務。制作部長、チーフプロデューサーとして川本真琴、ZONE、the brilliant green、Whiteberry、SUPERCAR、大槻真希、sisters他数々のヒットアーティストを輩出しながら、レコーディングへの参加（’06 井上陽水「長い猫」etc）、楽曲提供（’12杏子「NAKED EYES」etc）等も行ってきた。
ベース マガジンニッポンの低音名人 （2019年3〜5月号）にてルーツを辿る特集が掲載された。 強烈にドライブする、独創的で他の追随を許さない唯一無二のベースプレイそしてプロデューサー、作曲家、アレンジャーとしてもオールドロックファンのみならず、 数多のミュージシャンの絶大なるリスペクトを集めている。
現在、
「カルメン・マキ＆OZ」、「Chappy’s」（うじきつよし、澄田健、武田チヤッピー治）、「ADDICT OF THE TRIP MINDS」（岡本健一、Motm、田中志門）、「川上シゲwithThe Sea」（久藤賀一、大井貴之）のバンドで 都内及び地方などでライブイベントに精力的に活動中
また2024年　千年COMETS
1986年から3年間だけ活動した伝説のバンドの電撃再結成プロジェクト始動。
オリジナルメンバー： 高鍋千年Vo、長井ちえGt、武田チャッピー治Dr、海老芳弘Kb、川上シゲB
千年COMETS【公式】（@COMETS1000） https://x.com/COMETS1000?t=XZv4nWUVMoe6ROxoS7cX0w&s=03 
※当時のレーベルはCBS SONY,3枚のアルバム他をリリース　 現在はサブスクで聴くことができます。